# Teruo Iwamoto
Teruo Iwamoto (* 2. květen 1972) je bývalý japonský fotbalista.

## Klubová kariéra
Hrával za Bellmare Hiratsuka, Kyoto Purple Sanga, Kawasaki Frontale, Verdy Kawasaki, Vegalta Sendai, Nagoya Grampus Eight a Auckland City.

## Reprezentační kariéra
Teruo Iwamoto odehrál za japonský národní tým v roce 1994 celkem 9 reprezentačních utkání.

## Statistiky
| Japonsko | Japonsko | Japonsko |
| Roky     | Záp.     | Góly     |
| -------- | -------- | -------- |
| 1994     | 9        | 2        |
| Celkem   | 9        | 2        |